# Hvězdný vítr

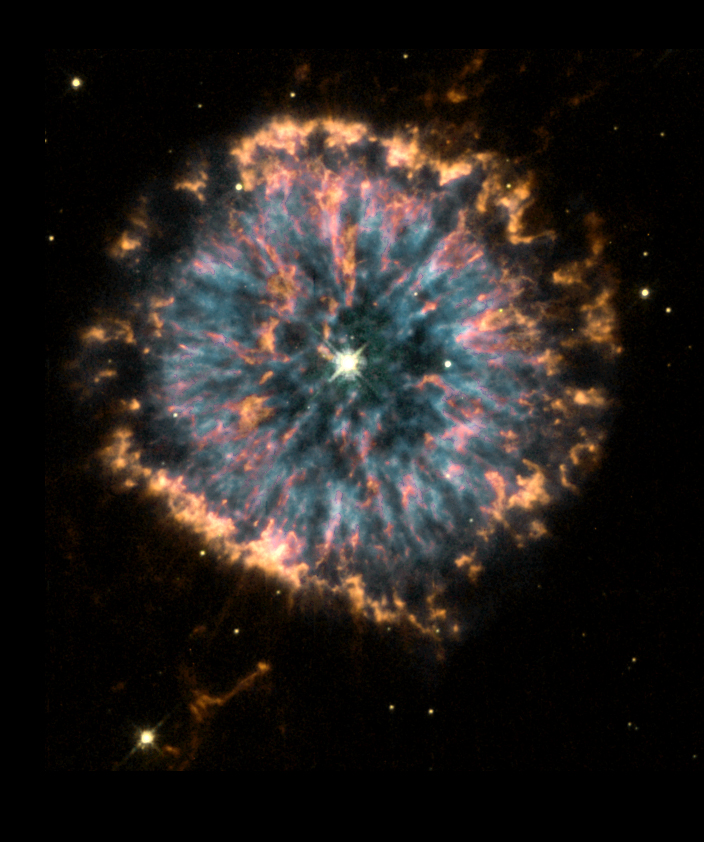
Hvězdný vítr společně s tlakem záření způsobuje rozpínání planetárních mlhovin, jako např. NGC 6751

Hvězdný vítr je ustálený proud částic směřující z povrchu hvězdy do mezihvězdného prostředí. Prostřednictvím hvězdného větru může hvězda ztratit podstatnou část své hmotnosti.
Rozeznáváme tři typy hvězdných větrů:
- koronální vítr
- čarami urychlovaný vítr
- prachem urychlovaný vítr

## Koronální vítr
Koronální vítr se vyskytuje u chladných hvězd hlavní posloupnosti (mezi něž patří i naše Slunce). Tyto hvězdy mají horkou korónu. Velikost tepelné rychlosti nejrychlejších částic koróny převyšuje únikovou rychlost z povrchu hvězdy. Tyto částice unikají z blízkosti hvězdy a vytvářejí hvězdný vítr koronálního typu. Z makroskopického pohledu je koronální hvězdný vítr důsledkem rozpínání horké koróny.
Tento typ větru pocházející ze Slunce se nazývá sluneční vítr.
Koronální vítr je možné popsat pomocí stacionárních hydrodynamických rovnic za
předpokladu sférické symetrie. Rovnice kontinuity má v tomto případě tvar
{\displaystyle {\frac {\text{d}}{{\text{d}}r}}\left(r^{2}\rho v\right)=0,}
kde {\displaystyle r} je poloměr, {\displaystyle v} radiální rychlost větru a {\displaystyle \rho } jeho hustota. Integrací
je možné získat vztah pro rychlost ztráty hmoty, množství hmoty kterou hvězda
ztrácí za jednotku času,
{\displaystyle {\dot {M}}=4\pi r^{2}\rho v.}
Se znalostí hustoty a rychlosti větru od hvězdy tedy můžeme určit množství
hmoty, kterou hvězda ztrácí za jednotku času. Slunce ztrácí slunečním větrem
{\displaystyle 2\times 10^{-14}\,M_{\odot }/{\text{rok}}} své hmoty. Rychlost ztráty hmoty
koronálním větrem závisí na věku hvězdy, mladé chladné hvězdy tak ztrácejí hmotu
až o několik řádů rychleji než Slunce.
Nejjednodušším modelem koronálního hvězdného větru je tzv. Parkerův model hvězdného větru. Pokud předpokládáme, že hvězdný vítr je izotermický, pak za předpokladu sférické symetrie je možné pohybovou rovnici hvězdného větru zapsat jako
{\displaystyle v{\frac {{\text{d}}v}{{\text{d}}r}}=-{\frac {a^{2}}{\rho }}{\frac {{\text{d}}\rho }{{\text{d}}r}}-{\frac {GM}{r^{2}}},}
kde {\displaystyle a} je izotermická rychlost zvuku, {\displaystyle G} je gravitační konstanta a {\displaystyle M} hmotnost hvězdy. Členy na pravé straně představují gradient tlaku plynu, který vede k expanzi větru a gravitační zrychlení. S užitím rovnice kontinuity můžeme tuto rovnici přepsat jako
{\displaystyle v{\frac {{\text{d}}v}{{\text{d}}r}}(1-{\frac {a^{2}}{v^{2}}})={\frac {2a^{2}}{r}}-{\frac {GM}{r^{2}}}.}
Vidíme, že hvězdný vítr dosahuje rychlosti zvuku {\displaystyle v=a} v bodě, kde rychlost zvuku rovna polovině únikové rychlosti,
{\displaystyle a={\sqrt {\frac {GM}{2r}}}.}
Koronální hvězdný vítr je tedy možný pouze v oblastech, kde je rychlost zvuku srovnatelná s únikovou rychlostí, tedy v koróně hvězd.

## Čarami urychlovaný vítr
Mnohé horké hvězdy jsou natolik zářivé, že velikost zářivé síly způsobená
absorpcí záření v čarách těžších prvků je vyšší než velikost síly gravitační.
Látka povrchových vrstev hvězd je působením zářivé síly urychlována na rychlosti
vyšší než je úniková rychlost a opouští hvězdu. Pro urychlování hvězdného větru
horkých hvězd jsou podstatné zejména těžší prvky, například železo, uhlík,
dusík, a kyslík.

## Prachem urychlovaný vítr
Chladní obři a veleobři produkují hvězdný vítr v důsledku hvězdných pulzací a absorpce záření na
prachových částicích. Pulzacemi se látka
povrchových vrstev dostává do poměrně velkých vzdáleností od hvězdy. V těchto
oblastech je teplota látky natolik nízká, že v ní může docházet ke
kondenzaci prachových částic. Tyto částice jsou schopny natolik efektivně
pohlcovat záření hvězdy, že zářivá síla vzniklá v důsledku této absorpce je
schopna vznést tyto částice z povrchu hvězdy do mezihvězdného prostředí.